# Jutta von Freckenhorst
Jutta von Freckenhorst († 1. Mai 1298) war Äbtissin im Stift Freckenhorst.

## Leben
Die genaue Herkunft der Jutta von Freckenhorst ist nicht belegt, jedoch gilt ihre Verwandtschaft zu den Grafen von Arnsberg als sicher.
Jutta trat im Jahre 1272 die Nachfolge der Äbtissin Heilewigis an. Ein Jahr später entwickelte sich ein Streit mit dem Domkapitel über den Besitz des Archidiakonats in Freckenhorst. Papst Honorius III. wurde eingeschaltet, jedoch gelang den von ihm eingesetzten drei Richtern nicht, eine Einigung herbeizuführen. Die spätere Zugehörigkeit des Archidiakonats zum Kloster deutet darauf hin, dass die Äbtissin in diesem Streit gesiegt hat. Aus ihrer Amtszeit sind zahlreiche Urkunden vorhanden, mit denen rechtsgeschäftliche Regelungen (Schenkungen sowie An- und Verkäufe) getroffen worden sind. Juttas besonderes Augenmerk galt dem Hospital, für dessen Erhalt und Ausbau sie sich starkmachte. So geht die Einrichtung eines Leprosehauses auf ihre Initiative zurück.
Jutta war die erste Äbtissin, die in ihrer Bezeichnung auch den Namen des Augustinerordens führte. Das war am 15. Januar 1277. Sie blieb bis zu ihrem Tode im Amt der Äbtissin. Ihre Nachfolgerin war Beatrix von Grafschaft.